# Вербекке, Жюль
Жюль Луи Вербекке (фр. Jules Louis Verbecke род. 15 сентября 1879 — ум. ?) — французский ватерполист и пловец, серебряный призёр летних Олимпийских игр 1900.
В водном поло на Играх Вербекке входил в состав первой французской команды. Она проиграла в четвертьфинале Великобритании со счётом 12:0, и не смогла пройти дальше.
Также Вербекке участвовал в нескольких плавательных дисциплинах. В гонке на 1000 м вольным стилем он занял итоговое восьмое место. В командной гонке на 200 м его команда заняла вторую позицию, выиграв серебряные медали.